# ビショフスハイム (マインシュピッツェ)
ビショフスハイム (ドイツ語: Bischofsheim) は、ドイツ連邦共和国ヘッセン州グロース＝ゲーラウ郡に属す町村（以下、本項では便宜上「町」と記述する）である。ビショフスハイムは 1930年から1945年まで、現在はラインラント＝プファルツ州の州都であるマインツの市区であった。

## 地理

### 位置
ビショフスハイムは、マイン川がライン川に注ぐ河口の南側、いわゆるマインシュピッツェ地方に位置する。

### 隣接する市町村
ビショフスハイムは、北はマイン川を挟んでホーホハイム・アム・マイン（マイン＝タウヌス郡）、東はリュッセルスハイム・アム・マイン、南と西はギンスハイム＝グスタフスブルク（ともにグロース＝ゲーラウ郡）と境を接している。

### 自治体の構成
ビショフスハイムの町は単独の地区から成る。鉄道やアウトバーンで隔てられた2つの地域「アン・デン・シュポルトシュテッテン」と「ドクトル・ハンス・ベックラー・ジートルング」もビショフスハイムに属す。
ビショフスハイム町内のマインツ＝ビショフスハイム駅は、操車場のある乗換駅である。この駅名は、かつてこの町が行政上マインツ市に属していたことに由来する。さらにこの町へはアウトバーン A60号線と A671号線で直接アクセスできる。

## 歴史
町の名前は司教 (= Bischof) とは関係がなく、マイン川の蛇行部に位置する事に由来する（bieschen = biegen = 曲がる）。
ビショフスハイムは1200年に Bissescheim circa Menum として初めて史料に記述されている。その後数世紀の間に様々な表記で記録されている: Biscovesheim（1211年）、Bischophisheim（1268年）、Bisschabesheim（1319年）、Bischoffesheim (1394), Biffesheim（1529年）、Mainbischoffsheimb（1659年）といった具合である。所有関係に関するできごとを以下に列記する。
1278年　リーネック伯からレーエンを任されていたフィリップ・フォン・ホーエンフェルスとヨハン・フォン・ホーエンフェルスの兄弟がビショフスハイムの全資産をマインツ聖堂参事会に売却した。
1288年　エストリヒの教会 Vikar ハインリヒがビショフスハイムの資産をマインツの聖堂参事会に遺贈した。
1298年　ビショフスハイムの土地がマインツのアグネス修道院およびマリエングレーデン教団に寄贈された。
1579年　マインツ大司教の農地がヘッセン＝ダルムシュタット方伯ゲオルク1世の所有となった。
ヘッセン方伯ゲオルク1世は初代ヘッセン＝ダルムシュタット方伯であり、父親のヘッセン方伯フィリップ1世からリュッセルスハイム、ドルンベルク、ダルムシュタット、リヒテンベルク、ラインハイム、ツヴィンゲンベルクの 6つのアムトを相続した。ビショフスハイムは1820年までアムト・リュッセルスハイムに属した。1821年からは、1806年のナポレオン撤退後に創設されたヘッセン大公国のプロヴィンツ・シュタルケンブルクのランツラートベツィルク・ドルンベルクに属した。その後は、
1832年から1848年: ヘッセン大公国の郡制度採用に伴いグロース＝ゲーラウ郡
1848年から1852年: プロヴィンツ・シュタルケンブルクをレギールンクスベツィルクに分割するのに伴い、レギールンクスベツィルク・ダルムシュタット
1852年から1930年: プロヴィンツ・シュタルケンブルクの郡再興に伴い、グロース＝ゲーラウ郡
1930年から1945年: ビショフスハイムはマインツの市区となった
1945年から: グロース＝ゲーラウ郡。第二次世界大戦後ヘッセン州の創設により、マインツのライン川左岸側市区はヴィースバーデンに編入されるかビショフスハイムのように独立した自治体となった。
ビショフスハイムは、一般に「駅の町」と呼ばれる。ヘッセン邦有ルートヴィヒ鉄道がダルムシュタットから当時はヘッセン＝ダルムシュタット方伯領であったマインツまで延伸されたことにより、この町は1865年以後急速に発展した。ルートヴィヒ鉄道建設のための多くの労働者が家族と共にビショフスハイムに居を定めた。19世紀から20世紀に移る頃から1960年代までマインツ＝ビショフスハイム駅は南西ドイツ最大の貨物駅の一つに発展した。しかし1970年代にはこうした状況は失われていった。
ビショフスハイムは1930年から1945年までマインツの市区であった。この町は、第二次世界大戦中に甚大な被害を受けた。交通の分岐点として重要であったため、1942年9月9日以降、ビショフスハイムはたびたびイギリス軍やアメリカ軍の航空部隊によって爆撃された。町とマインツ＝ビショフスハイム操車場は、その半分が破壊された。戦後、フランスとアメリカはライン川をそれぞれの支配地域の境界とした。フランス占領地のマインツ市街地は1947年に新たに創設されたラインラント＝プファルツ州に属すこととなり、アメリカ占領地区となったライン川右岸のマインツの市区は新たに設けられたヘッセン州に属すこととなった。マイン川北岸の3つの市区（マインツ＝アメーネブルク、マインツ＝カステル、マインツ＝コストハイム）はヴィースバーデン市に編入され、ビショフスハイムと隣接するギンスハイム＝グスタフスブルクは、グロース＝ゲーラウ郡の下で再び独立した自治体となった。

### 人口推移
人口推移は以下の通りである。
- 1629年: 34戸

## 宗教

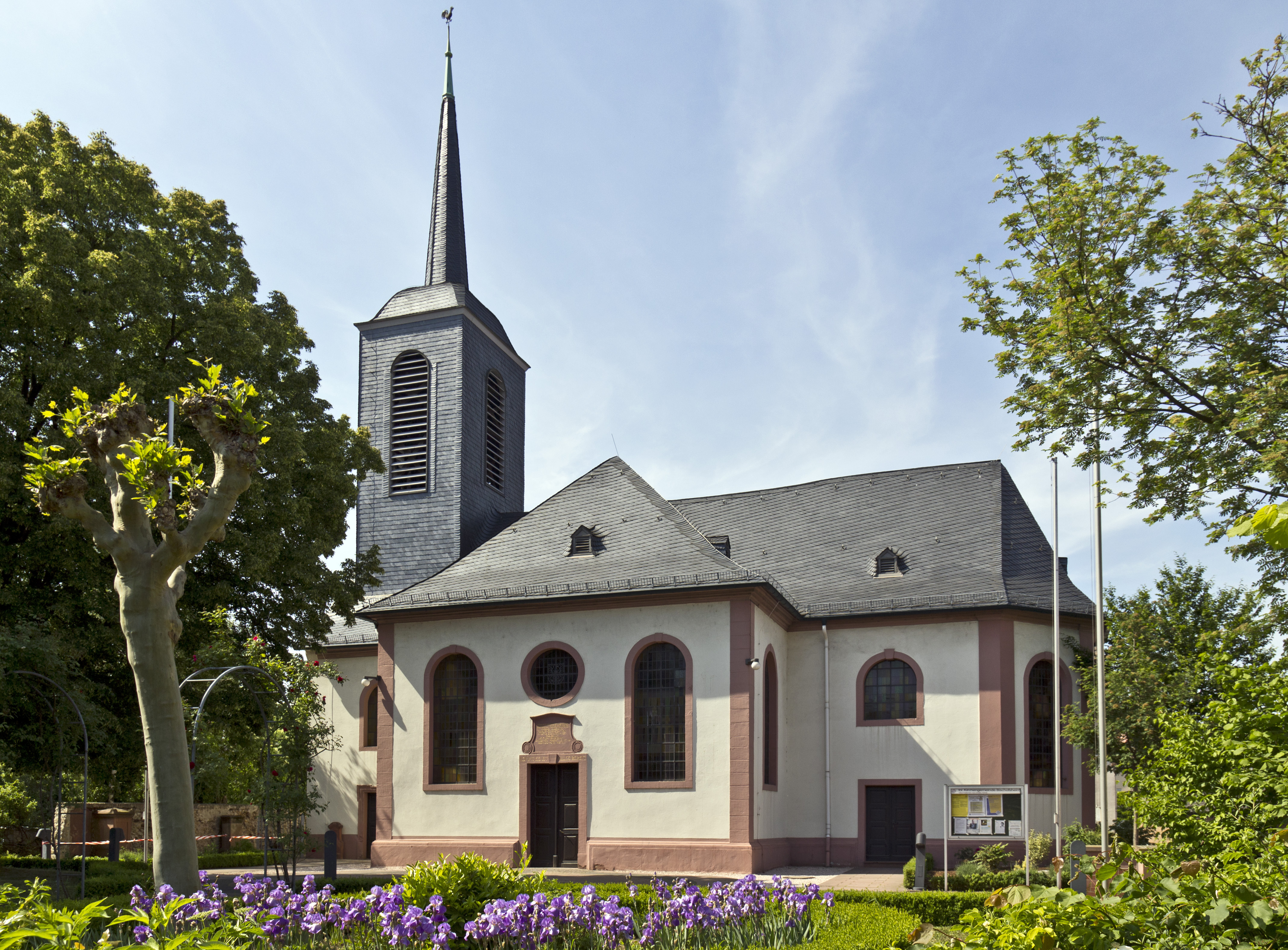
プロテスタントのバロック教会

### キリスト教
この地の教会に関する現存する最初の史料は 1211年のものである。1267年にエクレシア（信者団体）に関する記録があり、これが後に教区教会の母体となった。守護聖人としてアエギディウスの名が記述され、1267年にマインツの聖ヴィクトール修道院院長が修道院の律修司祭に守護権を与えた。この教区教会は、おそらく三十年戦争の時代、1635年頃に焼失した。1650年にこの教会は寄進によって新しい椅子席を設け、1680年に内陣を新たに建設した。1740年に聖ヴィクトール修道院と教会組織が資金を出し、増築が行われた。1747年から1748年に現在のバロック建築に改築された。
19世紀の半ばまでビショフスハイムはプロテスタントの町であり、カトリック教会は1902年にようやく小さなヨーゼフ教会が建設された。カトリック信者の増加に伴い、1926年に現在のクリストケーニヒ教会が完成した。第二次世界大戦後、難民やエーガー地方から追放された人々によってカトリック信者の数は大きく増加した。
現在ビショフスハイムの教会の運営は、カトリックはマインツ司教区リュッセルスハイム首席司祭区、プロテスタントはヘッセンおよびナッサウ福音派教会グロース＝ゲーラウ監督管区に属している。

### ユダヤ教
ビショフスハイムには18世紀以降ユダヤ教組織があったが、1938年から1942年の間に消滅した。1770年この町には 3家族のユダヤ人が記録されている。ユダヤ教組織が成立したのは、公式には 1826年であった。それ以前はビショフスハイムのユダヤ人コミュニティはリュッセルスハイムの組織の一部であった。ビショフスハイムで亡くなったユダヤ人は、グロース＝ゲーラウ墓地に埋葬された。
19世紀になるとユダヤ人の人口は大きく増加した。1815年には 6家族だけであったのが、1828年 48人（全人口 668人中 7.2 %）、1861年 71人（全 1,088人中 6.5 %）、1871年 82人、1880年 64人（全 1,702人中 3.8 %）、1895年 63人、1900年 68人（全 2,986人中 2.3 %）、1910年 46人（全 4,456人中 1.0 %）であった。減少しているのは、帝国統一後に周辺大都市に流出したためで、特にプロイセン領フランクフルトがその大きな誘引点であった。
ユダヤ人家族は元々家畜取引、農作物や農業加工品などで生計を立てていた。19世紀後半から商売や営業職が開放された。
ユダヤ人コミュニティは、シナゴーグ（フランクフルター通り 48）、学校（イェシーバー）、およびシナゴーグの地下に宗教用浴槽（ミクワー）を有していた。この建物に対して、1988年から記念板が設置されている。宗教指導者は、カントル（ハッザーン）や畜殺者（シェヒーター）の業務を行った。この組織はラビ管区ダルムシュタット II に属した。
1938年11月の排斥運動をかろうじて逃れたシナゴーグはその後、オフィス兼住居に改築された。
1988年以降、マリア広場にユダヤ人コミュニティを想い起こさせる記念碑が設けられた。
ビショフスハイムのユダヤ人生活はホロコーストにより完全に失われた。

### イスラム教
主にトルコから移住し、一部は市民権を得たゲストアルバイターによって、1970年頃からビショフスハイムにもトルコ系イスラム・コミュニティが形成された。イスラム教徒、特にパキスタン人の一部は、アフマディーヤの信者である。スンニ派ではなくアレヴィー派のムスリムもいる他、一部はクルド系の人もいる。アフマディーヤ信者はグスタフスブルクの Bait ul-Ghafur モスク内の信仰センターで参拝し、スンニ派にはリュッセルスハイムに多くのモスクがある。アレヴィー派信者は、ギンスハイム＝グスタフスブルクで集会を行っている。

## 行政

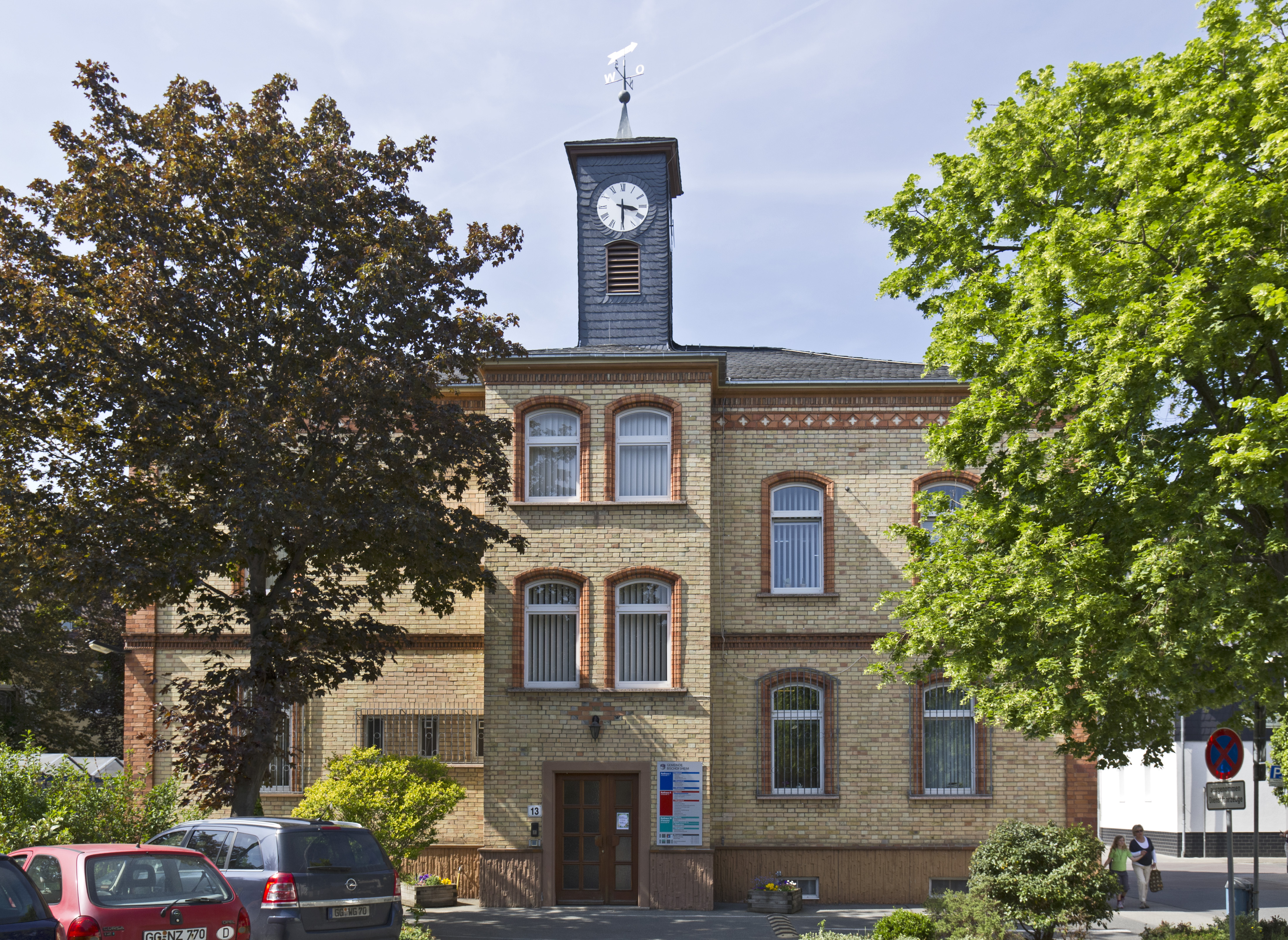
ビショフスハイムの町役場第1庁舎

### 議会
ビショフスハイムの町議会は、31議席からなる

### 首長
町長は、2017年7月1日からインゴ・カルヴァイト (CDU) が務めている。彼は2017年4月2日の決選投票で 55.45 % の票を獲得して当時現職だったウルリケ・シュタインバッハを破り、町長に選出された。。

### 紋章
ビショフスハイムの紋章は上下二分割。上部は青地で、分割線から姿を現す、赤と白が 5回入れ替わる（つまり、上から白-赤のパターンが3回繰り返される）よう彩色された金の冠を被り、金の爪を見せる獅子。下部は銀地に黒縁の眼鏡。
この紋章の使用認可は、1926年10月27日になされた。

### 姉妹自治体
- ジェルジョニュフ（ポーランド、ドルヌィ・シロンスク県）
- クリュー・アンド・ナントウィッチ（イギリス、チェシャー）

## 文化と見所

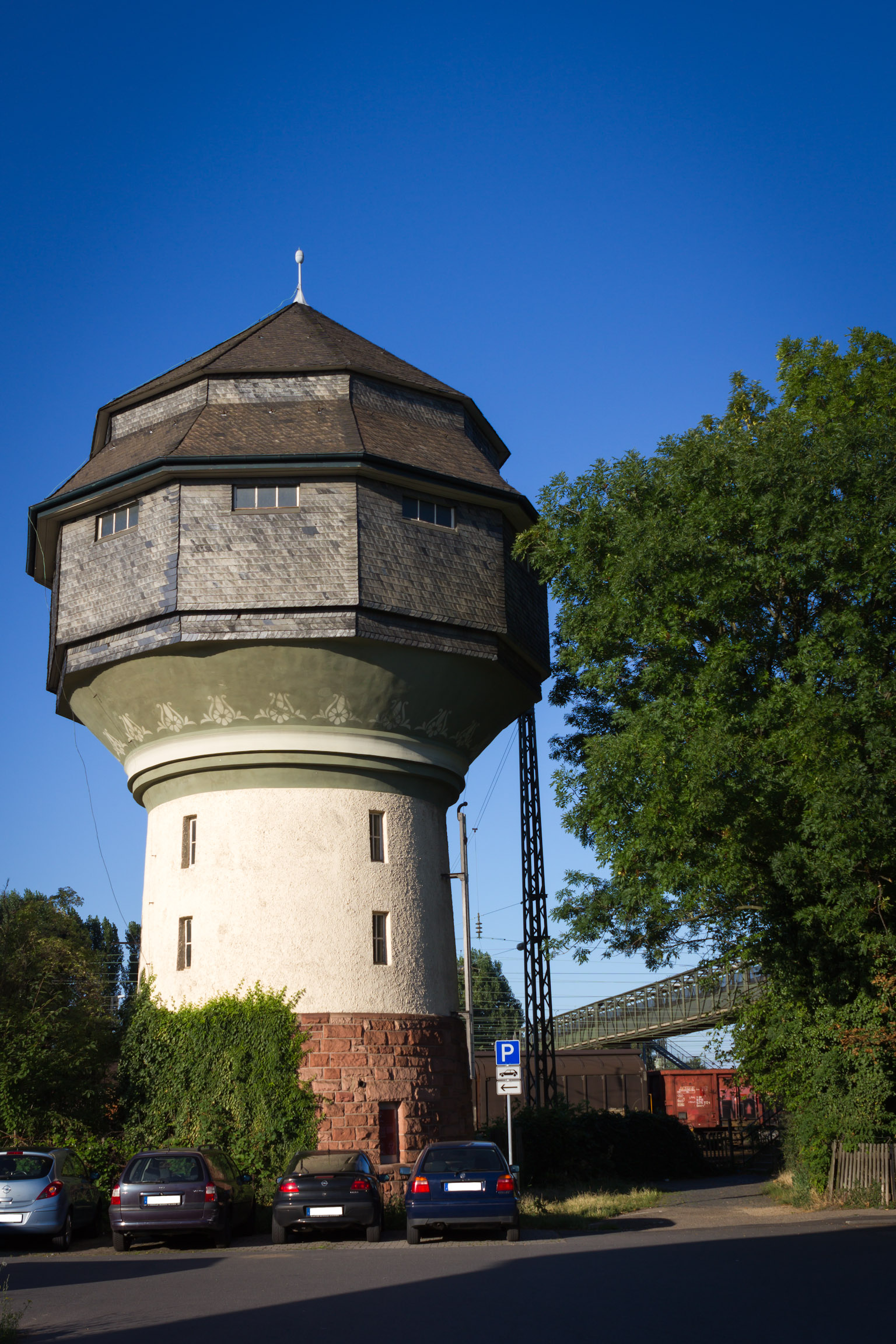
ビショフスハイムの水道塔

見所は、プロテスタントのバロック教会、ドミニクス・ベームによる初期近代建築のカトリックのクリストケーニヒ教会、歴史的な木組み建築群がある。木組み建築の一つである「旧役場」は郷土博物館となっている。カトリックのクリストケーニヒ教会は、ドイツで最初のこの守護聖人のためのカトリック典礼に則った同名の祭にちなんでいる。この教会は、1960年代まで建築史上最も重要な近代教会建築の一つであった。ドミニクス・ベームが1926年に設計した放物線形の完全なコンクリート製の教会は、周囲の住居や近隣のリュッセルスハイムのオペル工場に合わせて外壁が完全にレンガで覆われた。
この他に、水道塔も見応えがある（無料で見学できる）。また、第二次世界大戦を切り抜け、保護文化財に指定されているマインツ＝ビショフスハイム旅客・貨物駅も見る価値がある。2003年に修復されるまで、駅舎は緑色に塗装されていた。
- カトリックのクリストケーニヒ教会
- 郷土博物館となっている旧役場

## 経済と社会資本
ビショフスハイムの経済は、近隣のアダム・オペル GmbHとフランクフルト空港によって特徴づけられる。主に流通業者がビショフスハイムに支店を置いている。さらに様々な専門店や大型スーパーマーケットがある。

### 交通

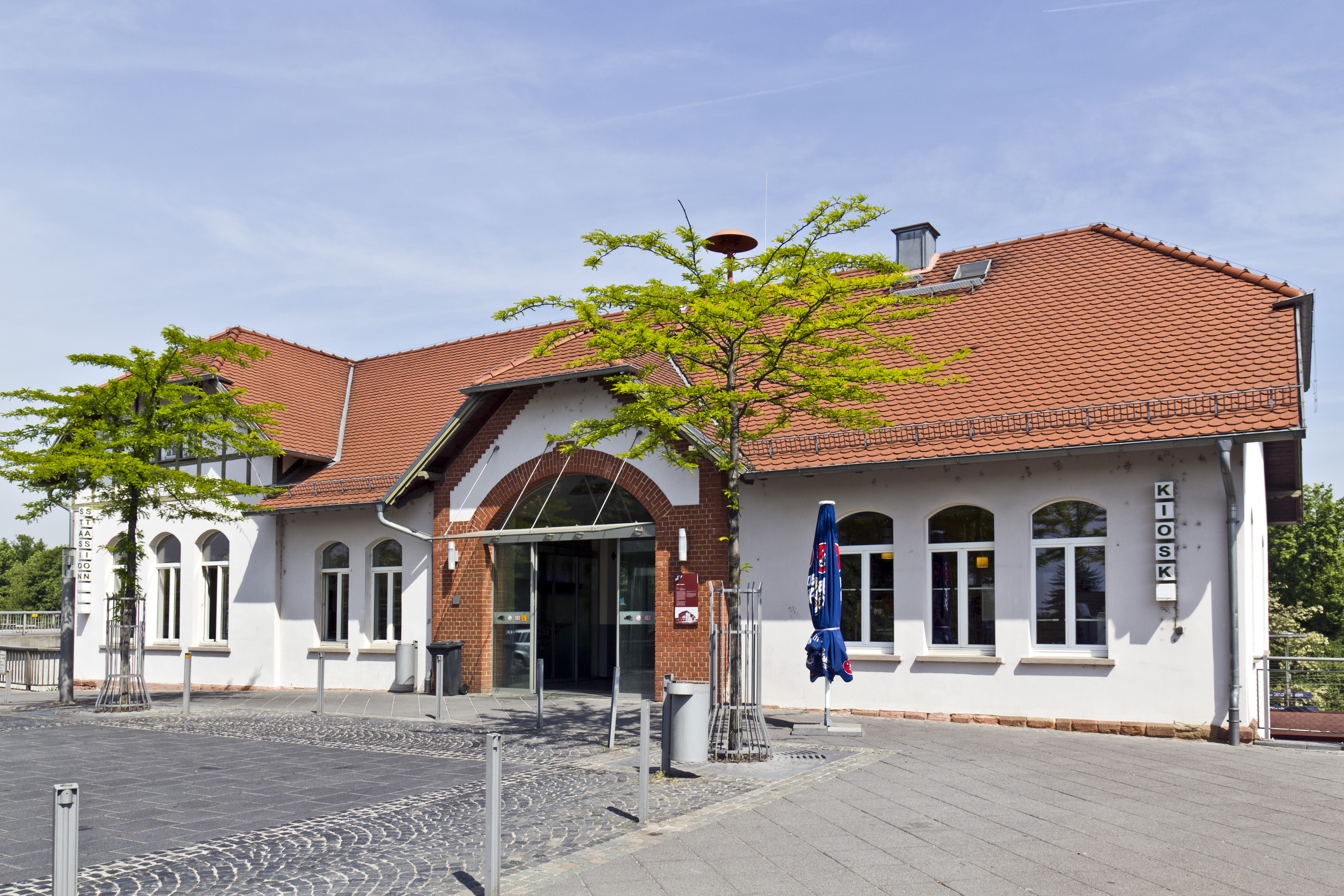
ビショフスハイム駅

#### 鉄道
ビショフスハイム町内の駅であるマインツ＝ビショフスハイム駅はライン＝マイン地域の重要な鉄道接続点である。多くの貨物列車が利用する貨物駅はさらに重要である。
この町は、マインツ、ダルムシュタット、アシャッフェンブルクを結ぶヘッセン邦有ルートヴィヒ鉄道により1858年に鉄道網と結ばれた。その後、この駅からフランクフルト・アム・マインへ向かうマインツ鉄道が分岐した。タウヌス鉄道（コストハイムで分岐）や、カイザー橋直前でヴィースバーデンからの路線と接続し、マインツ中央駅を迂回することも、ここから逆方向に向かうことも可能なバイパス路線とも、ホーホハイム＝マイン橋の完成により接続した。
ビショフスハイムはライン＝マイン交通連盟のサービス地区内に位置している。マインツ＝ビショフスハイム駅には、Sバーンの S8号および S9号線が停車し、これによりヴィースバーデン、マインツ、マインツ＝カステル、リュッセルスハイム・アム・マイン、フランクフルト・アム・マイン（空港、中央駅、インネンシュタット）、オッフェンバッハ・アム・マイン、ハーナウに直接行くことができる。さらにダルムシュタットおよびアシャッフェンブルクへのレギオナルバーンも利用できる。フランクフルト - マインツ - コブレンツ間のレギオナルエクスプレスの列車がこれを補完する。2008年から2009年まで、工事のためにインターシティの列車がマインツ中央駅の代理としてマインツ＝ビショフスハイム駅に停車駅するという特殊な状態が出来した。

#### 道路
- 連邦アウトバーン A60号線（インターチェンジ 27）と A671号線（インターチェンジ 6）
- 連邦道 B43号線
- 州道 L3482号線
- 郡道 K201号線、K202号線
- バス路線には、マインツ行き（55番、54番）、リュッセルスハイム行き（72番）、ギンスハイム行き（54番）がある。

### 教育
- ゲオルク＝マンゴルト＝シューレ（基礎課程学校）

## 表記
ビショフスハイムは様々な表記がなされている。
- Bischofsheim (Kreis Groß-Gerau)　ライン＝マイン交通連盟の時刻表など
- Mainz-Bischofsheim　ドイツ鉄道の時刻表など
- Bischofsheim bei Rüsselsheim　ドイツテレコムの電話帳など
- Bischem　ビショフスハイムの住民はヘッセン方言で自らを Bischemer と呼ぶ。

## 引用
1. ↑  Hessisches Statistisches Landesamt: Bevölkerung in Hessen am 31.12.2023 (Landkreise, kreisfreie Städte und Gemeinden, Einwohnerzahlen auf Grundlage des Zensus 2011)]
2. ↑  Wilhelm Huber: Das Mainz-Lexikon. Hermann Schmidt, Mainz 2002, ISBN ISBN 3-87439-600-2.
3. 1 2 3  Bischofsheim, Landkreis Groß-Gerau. Historisches Ortslexikon für Hessen. In: Landesgeschichtliches Informationssystem Hessen (LAGIS). Hessisches Landesamt für Geschichtliche Landeskunde (HLGL), 2013年1月21日現在（2013年4月20日 閲覧）
4. ↑  “Kommunalwahlen 1972; Maßgebliche Einwohnerzahlen der Gemeinden vom 4. August 1972” (PDF), Staatsanzeiger für das Land Hessen (Der Hessische Minister des Inneren) (33):  p. 1424, (1972)
5. ↑  “Kommunalwahlen 1977; Maßgebliche Einwohnerzahlen der Gemeinden vom 15. Dezember 1976” (PDF), Staatsanzeiger für das Land Hessen (Der Hessische Minister des Inneren) (52):  p. 2283, (1976)
6. ↑  “Kommunalwahlen 1985; Maßgebliche Einwohnerzahlen der Gemeinden vom 30. Oktober 1984” (PDF), Staatsanzeiger für das Land Hessen (Der Hessische Minister des Inneren) (46):  p. 2175, (1984)
7. ↑  “Kommunalwahlen 1993; Maßgebliche Einwohnerzahlen der Gemeinden vom 21. Oktober 1992” (PDF), Staatsanzeiger für das Land Hessen (Der Hessische Minister des Inneren) (44):  p. 2766, (1992)
8. ↑  “Eckwerte der regionalen Bevölkerungsentwicklung im Überblick” (PDF), Gemeindedatenblatt: Ginsheim-Gustavsburg (HA Hessen Agentur GmbH) 2021年8月10日閲覧。
9. ↑  “Die Bevölkerung der hessischen Gemeinden (30.06.2005)”. 2006年2月9日時点のオリジナルよりアーカイブ。2021年8月10日閲覧。
10. ↑  “Bevölkerung der hessischen Gemeinden (30.06.2010)”. 2010年11月23日時点のオリジナルよりアーカイブ。2021年8月10日閲覧。
11. ↑  “Ergebnisse des Zensus 2011”. 2021年8月10日閲覧。
12. ↑  “Bevölkerung der hessischen Gemeinden (30.06.2015)”. 2016年1月29日時点のオリジナルよりアーカイブ。2021年8月10日閲覧。
13. ↑  Evangelische Kirchengemeinde Bischofsheim - Geschichte（2013年4月21日 閲覧）
14. ↑  Katholische Gemeinde in Bischofsheim Christkönig（2013年4月21日 閲覧）
15. ↑  2011年3月27日の町議会議員選挙結果、ヘッセン州統計局（2013年4月21日 閲覧）
16. ↑  ビショフスハイム町長選挙結果（2017年9月17日 閲覧）